# فلاشينغ (كورنوال)
فلاشينغ (بالإنجليزية: Flushing, Cornwall)‏ هي قرية تقع في المملكة المتحدة في كورنوال. يقدر عدد سكانها بـ 670 نسمة .